# Lee-Ann
Lee(-)Ann(e) ist ein weiblicher Vorname.

## Herkunft und Bedeutung
Lee-Ann setzt sich zusammen aus den selbstständigen Namen Lee (chin. andere Schreibweise für 李 (Lǐ)/engl. für der/die von der Weide kommt) und Ann (engl. Schreibweise für Anna = hebr. חנה (Channa) = die Begnadete, Gott war gnädig).

## Bekannte Namensträgerinnen
- Lee Ann Womack (* 1966), US-amerikanische Country-Sängerin und Songwriterin
- Lee Ann Remick (1935–1991), US-amerikanische Schauspielerin
- Lee Ann Meriwether (* 1935), US-amerikanische Schauspielerin
- Jodie Lee Ann Sweetin (* 1982), US-amerikanische Schauspielerin
- Lee-Anne Liebenberg (* 1982), Stuntfrau